# Vàlvula de pistó

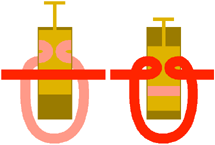
Esquema d'una vàlvula de pistó en un instrument de metall que mostra com cada una de les dues posicions fa que l'aire faci un recorregut o un altre

Una vàlvula de pistó és un mecanisme utilitzat per a controlar el moviment d'un fluid al llarg d'una canonada gràcies al moviment lineal d'un pistó dins d'un cilindre. És utilitzat, entre d'altres, en la majoria d'instruments de vent metall actuals.